# Tautovo
Tautovo (in russo Таутово?, ciuvascio : Тавăт, Tavăt) è una località rurale) del distretto di Alikovo della Repubblica autonoma della Ciuvascia, in Russia, che si trova 10 km a sud-est di Alikovo. Tautovo è il capoluogo del circondario rurale di Tautovo, uno dei 12 selsovet (consigli rurali) che compongono il distretto di Alikovo. Il capo dell'amministrazione della municipalità è Svetlana Jur'evna Železnova  .
La maggioranza della popolazione di villaggio di 550 persone è ciuvascia, in maggioranza donne. Le strutture del villaggio includono il liceo ginnasio statale Boris Semënovič Markov, un centro di cultura, un teatro, una biblioteca, una clinica medica e svariati negozi. Il villaggio è alimentato a gas. Tautovo è situato nei pressi dell'autostrada Čeboksary-Alikovo-Raskil'dino.